# Região Geográfica Intermediária de Uberaba
A Região Geográfica Intermediária de Uberaba é uma das treze regiões intermediárias do estado brasileiro de Minas Gerais e uma das 134 regiões intermediárias do Brasil, criadas pelo Instituto Brasileiro de Geografia e Estatística (IBGE) em 2017. É composta por 29 municípios, distribuídos em quatro regiões geográficas imediatas.
Sua população total estimada pelo Instituto Brasileiro de Geografia e Estatística (IBGE) para 1º de julho de 2018 é de 800 412 de habitantes, distribuídos em uma área total de 36 944,930 km².
Uberaba é o município mais populoso da região intermediária, com 330 361 habitantes, de acordo com estimativas de 2018 do Instituto Brasileiro de Geografia e Estatística (IBGE).

## Regiões geográficas imediatas
| Região geográfica imediata            | Municípios | População Estimativa 2018 | Área (km²) |
| ------------------------------------- | --- | ------------------------- | ---------- |
| Região Geográfica Imediata de Uberaba | Água Comprida Campo Florido Conceição das Alagoas Conquista Delta Nova Ponte Sacramento Santa Juliana Uberaba Veríssimo | 443 982                   | 14 281,806 |
| Região Geográfica Imediata de Araxá   | Araxá Campos Altos Ibiá Pedrinópolis Perdizes Pratinha Santa Rosa da Serra Tapira                                       | 176 736                   | 9 473,902  |
| Região Geográfica Imediata de Frutal  | Comendador Gomes Fronteira Frutal Itapagipe Pirajuba Planura                                                            | 112 880                   | 6 125,937  |
| Região Geográfica Imediata de Iturama | Carneirinho Iturama Limeira do Oeste São Francisco de Sales União de Minas                                              | 66 814                    | 7 063,285  |
| Total                                 | 29 | 800 412                   | 36 944,930 |